# 圣克鲁斯德韦萨纳
圣克鲁斯德韦萨纳，是西班牙坎塔布里亚的一个市镇。总面积17平方公里，总人口9149人（2001年），人口密度538人/平方公里。